# Alejandra von Fürstenberg
Alejandra von Fürstenberg (nacida Alexandra Natasha Miller, antiguamente princesa Alejandra von Fürstenberg, 3 de octubre de 1972) es una diseñadora de muebles y directora de imagen de Diane von Fürstenberg, la marca de ropa de su ex-suegra.

## Primeros años
Es la hija menor del empresario estadounidense Robert Warren Miller y su esposa ecuatoriana, Chantal Pesantes. Tiene dos hermanas, Pia Getty y Marie-Chantal de Grecia. El trío es conocido como The Miller Sisters (español: Las Hermanas Miller).
Alexandra Miller creció entre Hong Kong, París y Nueva York y estudió moda e historia del arte en la Parsons School of Design y en la Universidad de Brown.

## Vida personal
El 18 de octubre de 1995, en la Iglesia de San Ignacio de Loyola en Nueva York, se casó con el príncipe Alejandro von Fürstenberg, el único hijo de la diseñadora de moda Diane von Fürstenberg y del príncipe Egon von Fürstenberg y nieto de Clara Agnelli, hermana de Giovanni Agnelli, el fundador de Fiat.
La pareja tuvo dos hijos, la princesa Talita Natasha (7 de mayo de 1999) y el príncipe Tassilo Egon Maximilian (26 de agosto de 2001). Se separaron en 2002 y poco después se divorciaron.
Es madrina de su sobrino, el príncipe Constantine Alexios de Grecia.
El 7 de julio de 2015, Alexandra se casó con el diseñador Dax Miller.

## Títulos y tratamientos
- 1972–1995: Señorita Alexandra Natasha Miller
- 1995–2002: Su Alteza Serenísima la princesa Alexandra von Fürstenberg
- 2002–2015: Alexandra von Fürstenberg
- 2015–present: Señora de Dax Miller